# Blomesche Wildnis
Blomesche Wildnis (niederdeutsch: Bloomsche Wildnis) ist eine Gemeinde im Kreis Steinburg in Schleswig-Holstein.

## Geografie

### Geografische Lage
Das Gebiet der Gemeinde Blomesche Wildnis erstreckt sich nordöstlich direkt anliegend vom Stadtgebiet Glückstadts am rechten Ufer der Elbe südlich von der Mündung des Flusses Stör. Es liegt in der Landschaft des Naturraums Holsteinische Elbmarschen im Teilgebiet der Krempermarsch. Der nördliche Arm des Rhin, der sogenannte Kremper Rhin, fließt auf einem kurzen Teilstück durch den südlichen Teil der Gemeinde. Die südliche Gemeindegrenze wird (anteilig) durch den südlichen Arm, den Herzhorner Rhin abgebildet.

### Gemeindegliederung
Siedlungsgeografisch bestehen im Gemeindegebiet eine Mehrzahl verschiedener Ortsteile. Hierzu zählen das namenstiftende Dorf, welches sich binnendeichs vom Stördeich erstreckt. Daneben bestehen insgesamt sechs Streusiedlungsgebiete und die Hofsiedlung Grill.

### Nachbargemeinden
Das Gemeindegebiet wird umschlossen von den Gemeindegebieten von:
|            |                                             | Borsfleth, Krempdorf |
|            | Kompassrose, die auf Nachbargemeinden zeigt | Elskop               |
| Glückstadt | Engelbrechtsche Wildnis, Herzhorn           |                      |

## Geschichte
Die heutigen Siedlungen entstanden aufgrund der Eindeichungen Anfang des 17. Jahrhunderts. Frühere Siedlungen im Gemeindegebiet mussten aufgrund von Überflutungen im 14. Jahrhundert wieder aufgegeben werden. Infolge dieser heißt das Vorland an der Elbe Wildnis oder Wüstenei, was sich auch heute noch im Ortsnamen widerspiegelt. Der erste Teil des Ortsnamens geht auf die Blomes, die letzten Besitzer des 1667 gegründeten Guts zurück, denen die Ländereien im heutigen Gemeindegebiet gehörten. Vorher wurden die Besitzungen entsprechend als Ahlefeldsche bzw. Plessensche Wildnis bezeichnet.
Die Gemeinde ist seit 1889 selbständig.
Im Jahr 1909 und in den folgenden Jahren stand die „Blohmische Wildnis“ im Zentrum reichsweiter Presseberichterstattung, nachdem der Leiter des hiesigen Mädchenheimes („Provinzial-Fürsorgeerziehungsanstalt“ Asyl am Neuendeich) wegen des Foltertodes von fünf (bzw. acht) Mädchen in der Anstalt verurteilt wurde. Der Leiter (gen. Hausvater) Friedrich Wilhelm Joachim Colander (seltener: Kolander) wurde wegen der Tode erst zu neun, nach Revision zu acht Monaten Gefängnis verurteilt. In einem nachfolgenden Prozess vor dem Amtsgericht Altona wurde Colander zusätzlich zu anderthalb Jahren Zuchthaus und drei Jahren Ehrverlust verurteilt, weil er die Überlebenden zu Meineiden angestiftet hatte. Das Urteil wurde durch das Reichsgericht für Strafsachen in Leipzig bestätigt. Die Vorfälle wurden anschließend jahrelang als eines der extremsten Negativbeispiele der Jugendfürsorge zitiert (siehe dazu Protokolle der Reichstagssitzungen; überregionale deutsche Presse; deutschsprachige Presse in den Vereinigten Staaten), weil sich hierin veraltete, drakonische Erziehungsvorstellungen, fehlende Qualifikation des Personals, mangelnde Aufsicht durch die übergeordneten Stellen, Vetternwirtschaft (Einfluss des Direktors der „Korrektionsanstalt Glückstadt“ und Vaters von Colander auf die Vergabe der Hausvater-Stelle) und weitere Aspekte vereinigten.
Am 1. Januar 1974 wurde ein Teilgebiet mit damals mehr als 300 Einwohnern an die Stadt Glückstadt abgetreten.

## Politik

### Gemeindevertretung
Bei der Kommunalwahl am 14. Mai 2023 wurden insgesamt neun Sitze vergeben. Diese fielen erneut alle an die Kommunale Wählervereinigung Blomesche Wildnis. Die Wahlbeteiligung betrug 58,0 %.

## Wirtschaft
Die Wirtschaft der Marschengemeinde wird insbesondere von der Urproduktion der Landwirtschaft geprägt, wobei vor allem der Gemüseanbau dominiert.
Größter Arbeitgeber im Ort ist die Firma Otto Piening, die Schiffspropeller herstellt.
Seit 1933 gibt es im Ort eine Einrichtung der Stiftung Alsterdorf. Es umfasst heute ein Wohnheim der Heilerziehungspflege im Ortsteil Neuendeich, welchem das 1850 gegründete Asyl am Neuendeich voraus ging.

## Galerie

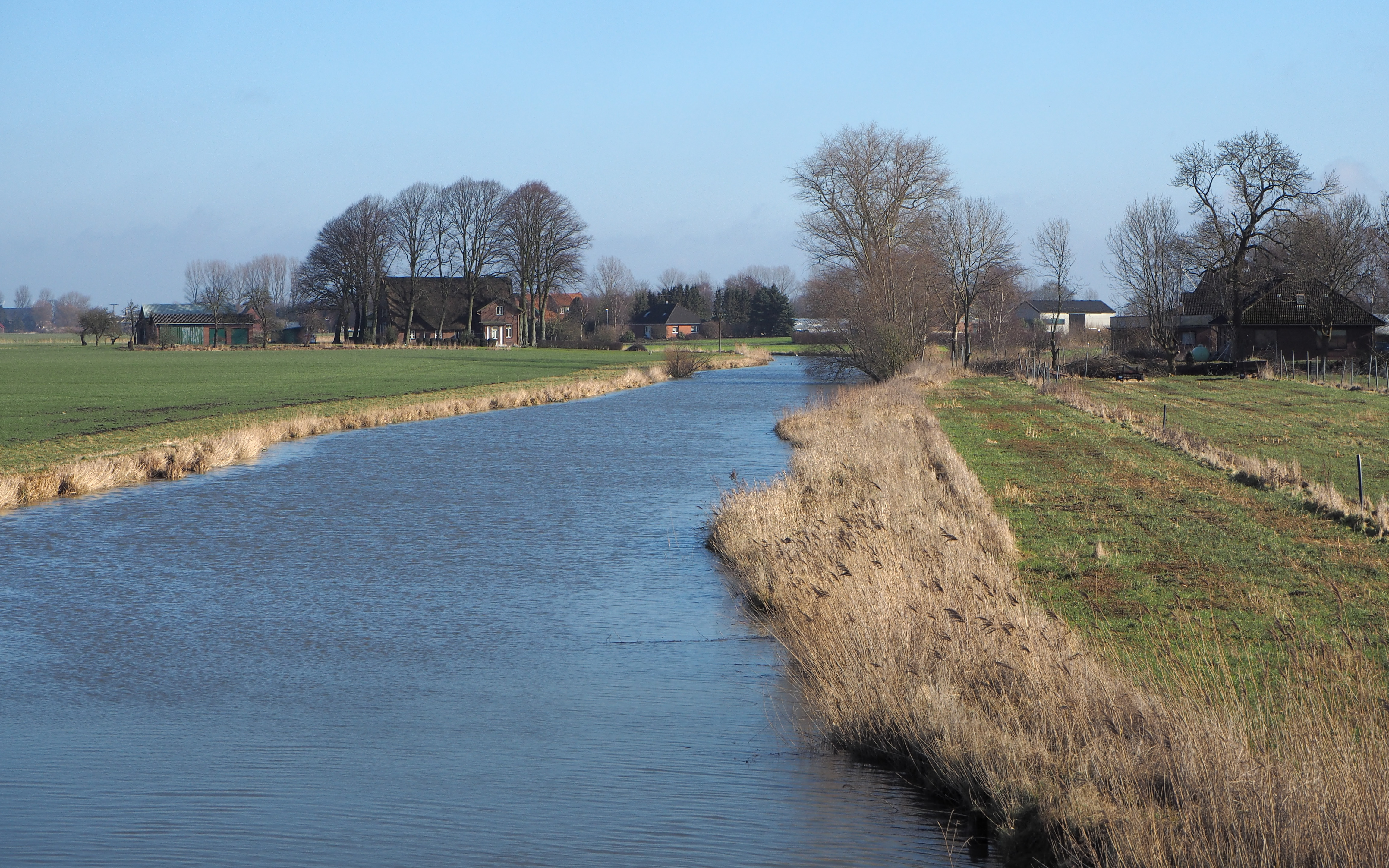
Blomesche Wildnis im Bereich des Kremper Rhin
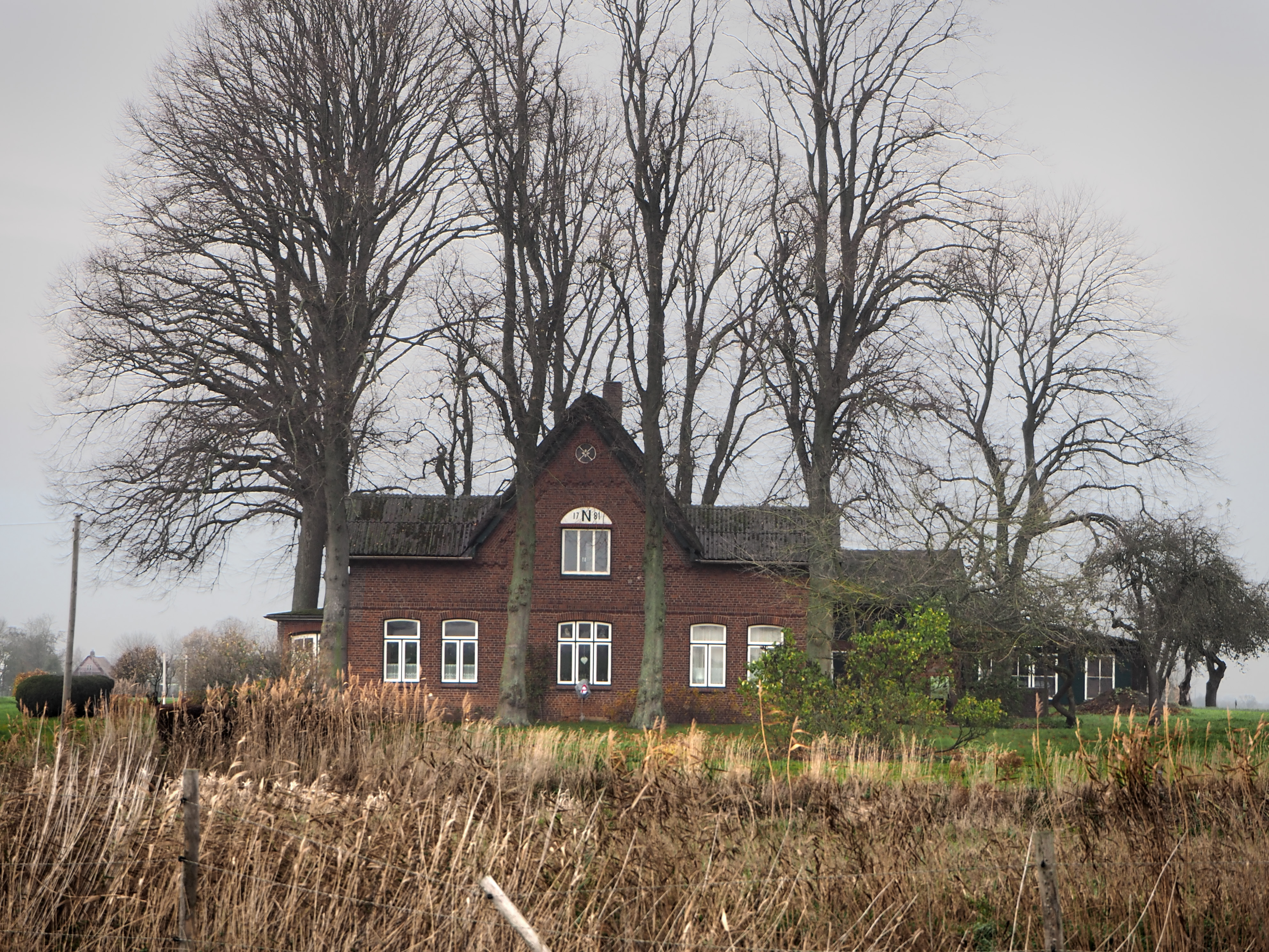
Gehöft am Kremper Rhin Baujahr: 1781
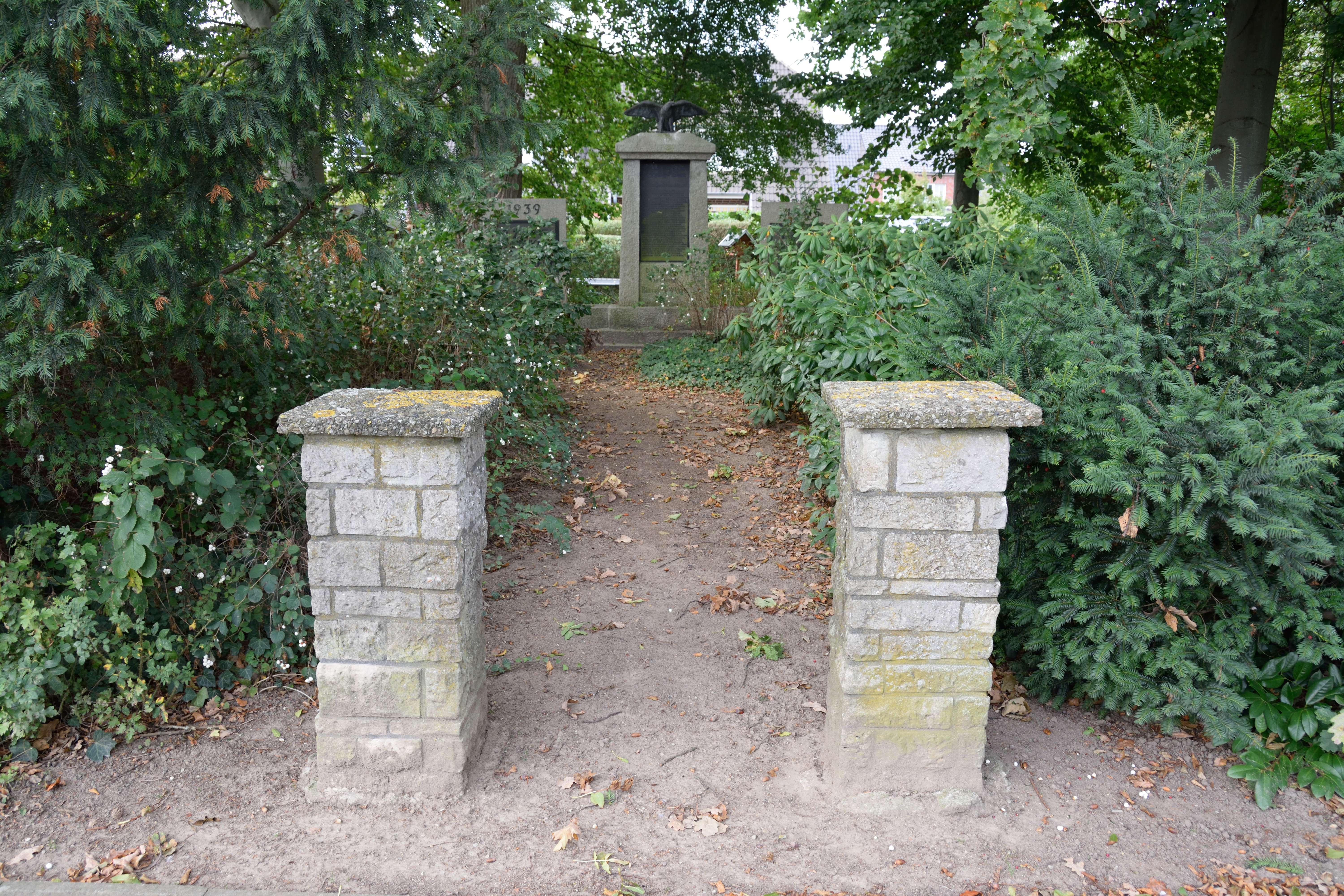
Ehrenmal für die Kriegsgefallenen
Asylheim am Neuendeich nach Erweiterung von 1905 (siehe Abschnitt Geschichte)

## Söhne und Töchter der Gemeinde
- Nikolaus Heinrich Schilling (1826–1894), am Neuendeich geborener Gastechniker und Fachautor
- Willi Holdorf (1940–2020), Olympiasieger im Zehnkampf
- Elke Wriedt (* 1941), niederdeutsche Schriftstellerin